# コマンドライン (競走馬)
コマンドライン（欧字名:Command Line、2019年2月20日 - ）は、日本の競走馬。2021年のサウジアラビアロイヤルカップの勝ち馬である。
馬名の意味は、「キーボードだけで操作する画面上の入力行（IT用語）」。

## 戦績

### デビュー前
2019年2月20日、北海道安平町のノーザンファームで誕生。一口馬主法人サンデーサラブレッドクラブから総額1億4,000万円（一口350万円×40口）で募集され、ノーザンファーム早来で育成の後、美浦の国枝栄厩舎に入厩した。

### 2歳（2021年）
6月5日の2歳新馬戦（東京芝1600m）にクリストフ・ルメール鞍上で出走。単勝1.1倍の断然人気に推されると、レースは中団追走から直線で外に出すと伸び脚を見せ、最終的に2着コンクパールに3馬身差をつけ優勝、新馬勝ちを果たした。
その後夏場を休養に充て、10月9日のサウジアラビアロイヤルカップで復帰し、ここでも1番人気に支持された。レースではスタート後5番手を追走し、道中で2番手まで押し上げると、直線では抜け出して最後は同じサンデーレーシングの2番人気ステルナティーアを半馬身差で振り切って優勝。無傷の2連勝で重賞初制覇を果たした。このレースは7頭立て7着まで単勝人気順通りの決着となり、3着にもサンデーレーシング所属馬が入ったため同クラブ馬が上位3着までを独占、3連複の配当190円は2016年弥生賞に並ぶJRA史上最低配当タイとなった。
次走はホープフルステークスを選択し、1番人気に推されたが、レースのスタートで後手を踏み、道中も後方のまま直線でも脚を伸ばせず、12着に敗れた。

### 3歳（2022年）
3歳初戦となった3月26日の毎日杯は8着に敗れる。続いて5月29日の第89回東京優駿（日本ダービー）に登録するも1/2の抽選で除外され、初のダート戦としてJpn1の大井・ジャパンダートダービーに出走したが、良いところなく勝ち馬から7秒も離された殿負けを喫した。その後11月26日のキャピタルステークスにも出走したがここでも14着に沈んだ。

### 4歳 - 5歳（2023年 - 2024年）
2023年のほとんどを長期休養に充て、その間に去勢された。去勢明けとなった11月18日のアンドロメダステークスに出走したが14着に終わる。
2024年に障害へ転向するが、初戦となった2月3日小倉の障害未勝利戦スタート時にゲート内で膠着し、そのまま競走中止になり、その結果裁定委員会の議定があるまでの間の出走停止処分を受けた。その後、2月22日付けでJRAの競走馬登録を抹消され、現役を引退した。引退後はノーザンファーム天栄で乗馬となる。

## 競走成績
以下の内容はnetkeiba.comの情報に基づく。
| 競走日     | 競馬場 | 競走名            | 格   | 距離（馬場）  | 頭 数 | 枠 番 | 馬 番 | オッズ （人気） | 着順 | タイム （上り3F） | 着差 | 騎手        | 斤量 [kg] | 1着馬（2着馬）       | 馬体重 [kg] |
| ---------- | ------ | ----------------- | ---- | ------------- | ----- | ----- | ----- | --------------- | ---- | ----------------- | ---- | ----------- | --------- | -------------------- | ----------- |
| 2021.06.05 | 東京   | 2歳新馬           |      | 芝1600m（良） | 11    | 6     | 7     | 001.10（1人）   | 01着 | R1:35.4（34.3）   | -0.5 | 0C.ルメール | 54        | （コンクパール）     | 512         |
| 0000.10.09 | 東京   | サウジアラビアRC  | GIII | 芝1600m（良） | 7     | 6     | 6     | 002.20（1人）   | 01着 | R1:36.4（33.5）   | -0.1 | 0C.ルメール | 54        | （ステルナティーア） | 522         |
| 0000.12.28 | 中山   | ホープフルS       | GI   | 芝2000m（良） | 15    | 4     | 6     | 002.90（1人）   | 12着 | R2:01.8（36.3）   | -1.2 | 0C.ルメール | 55        | キラーアビリティ     | 530         |
| 2022.03.26 | 阪神   | 毎日杯            | GIII | 芝1800m（稍） | 10    | 2     | 2     | 008.30（5人）   | 08着 | R1:48.9（36.4）   | -1.4 | 0岩田望来   | 57        | ピースオブエイト     | 524         |
| 0000.07.13 | 大井   | ジャパンDダービー | JpnI | ダ2000m（不） | 14    | 8     | 13    | 012.10（5人）   | 14着 | R2:11.6（45.0）   | -7.0 | 0川田将雅   | 56        | ノットゥルノ         | 527         |
| 0000.11.26 | 東京   | キャピタルS       | L    | 芝1600m（良） | 18    | 7     | 14    | 010.50（6人）   | 18着 | R1:35.3（36.9）   | -2.8 | 0C.ルメール | 55        | ララクリスティーヌ   | 526         |
| 2023.11.18 | 京都   | アンドロメダS     | L    | 芝2000m（稍） | 16    | 5     | 9     | 074.6（12人）   | 14着 | R2:02.0（37.1）   | -2.8 | 0松若風馬   | 56        | ディープモンスター   | 522         |
| 2024.02.03 | 小倉   | 障害4歳上未勝利   |      | 障2860m（良） | 12    | 2     | 2     | 011.00（6人）   |      | 競走中止          |      | 0石神深一   | 60        | ニシノフウジン       | 532         |

## 血統表
| コマンドラインの血統            | コマンドラインの血統                  | コマンドラインの血統            | （血統表の出典）                | （血統表の出典） |
| 父系                            | サンデーサイレンス系/ヘイロー系       | サンデーサイレンス系/ヘイロー系 | サンデーサイレンス系/ヘイロー系 | [ § 2 ]          |
| 父 ディープインパクト 鹿毛 2002 | 父の父*サンデーサイレンス 青鹿毛 1986 | Halo                            | Hail to Reason                  | Hail to Reason   |
| 父 ディープインパクト 鹿毛 2002 | 父の父*サンデーサイレンス 青鹿毛 1986 | Halo                            | Cosmah                          |                  |
| 父 ディープインパクト 鹿毛 2002 | 父の父*サンデーサイレンス 青鹿毛 1986 | Wishing Well                    | Understanding                   | Understanding    |
| 父 ディープインパクト 鹿毛 2002 | 父の父*サンデーサイレンス 青鹿毛 1986 | Wishing Well                    | Mountain Flower                 |                  |
| 父 ディープインパクト 鹿毛 2002 | 父の母*ウインドインハーヘア 鹿毛 1991 | Alzao                           | Lyphard                         | Lyphard          |
| 父 ディープインパクト 鹿毛 2002 | 父の母*ウインドインハーヘア 鹿毛 1991 | Alzao                           | Lady Rebecca                    |                  |
| 父 ディープインパクト 鹿毛 2002 | 父の母*ウインドインハーヘア 鹿毛 1991 | Burghclere                      | Busted                          | Busted           |
| 父 ディープインパクト 鹿毛 2002 | 父の母*ウインドインハーヘア 鹿毛 1991 | Burghclere                      | Highclere                       |                  |
| 母 *コンドコマンド 青鹿毛 2012  | 母の父Tiz Wonderful 鹿毛 2004         | Tiznow                          | Cee's Tizzy                     | Cee's Tizzy      |
| 母 *コンドコマンド 青鹿毛 2012  | 母の父Tiz Wonderful 鹿毛 2004         | Tiznow                          | Cee's Song                      |                  |
| 母 *コンドコマンド 青鹿毛 2012  | 母の父Tiz Wonderful 鹿毛 2004         | Evil                            | *ヘネシー                       | *ヘネシー        |
| 母 *コンドコマンド 青鹿毛 2012  | 母の父Tiz Wonderful 鹿毛 2004         | Evil                            | Lit'l Rose                      |                  |
| 母 *コンドコマンド 青鹿毛 2012  | 母の母Yearly Report 鹿毛 2001         | General Meeting                 | Seattle Slew                    | Seattle Slew     |
| 母 *コンドコマンド 青鹿毛 2012  | 母の母Yearly Report 鹿毛 2001         | General Meeting                 | Alydar's Promise                |                  |
| 母 *コンドコマンド 青鹿毛 2012  | 母の母Yearly Report 鹿毛 2001         | Fiscal Year                     | Half a Year                     | Half a Year      |
| 母 *コンドコマンド 青鹿毛 2012  | 母の母Yearly Report 鹿毛 2001         | Fiscal Year                     | Fiscal Gold                     |                  |
| 母系(F-No.)                     | (FN:22号族)                           | (FN:22号族)                     | (FN:22号族)                     | [ § 3 ]          |
| 5代内の近親交配                 | アウトブリード                        | アウトブリード                  | アウトブリード                  | [ § 4 ]          |
| 出典                            | 1. 2. 3. 4.                           | 1. 2. 3. 4.                     | 1. 2. 3. 4.                     | 1. 2. 3. 4.      |

- 全兄に2019年東京スポーツ杯2歳ステークスなど重賞2着3回[注 1]のアルジャンナがいる。